# District de Hanting
Le district de Hanting (寒亭区 ; pinyin : Hántíng Qū) est une subdivision administrative de la province du Shandong en Chine. Il est placé sous la juridiction de la ville-préfecture de Weifang.